# (15789) 1993 SC
(15789) 1993 SC — транснептуновый объект, плутино. Открыт в 1993 году в обсерватории на острове Пальма (Канарские острова), на телескопе имени Исаака Ньютона. Объект находится в орбитальном резонансе 3:2 с Нептуном. За исключением Плутона, это один из первых объектов открытых в Поясе Койпера (открыт на один день позже, чем (15788) 1993 SB, на два дня позже, чем 1993 RP и на три дня позже, чем 1993 RO). При наблюдении в видимом спектре объект имеет красные полосы поглощения, что указывает на наличие метанового и водяного льда на поверхности.